# Gladstone (Oregon)
Gladstone – miasto w Stanach Zjednoczonych, w stanie Oregon, w hrabstwie Clackamas.